# Прапор Лейдена

Прапор Лейдена

Прапор Ле́йдена — офіційний символ міста Лейден, Нідерланди. Полотнище має пропорції 3:2 та складається з трьох рівних горизонтальних смуг, двох червоних по краях і білої посередині. В лівій частині прапору розташоване червоне коло, де на білому фоні зображені червоні Ключі Царства Небесного — головна фігура міського герба. Прапор офіційно затверджений міською радою у 1949 році.